# Chaire ambulante d'agriculture
Le Chaires ambulantes d'agriculture (cattedre ambulanti di agricoltura) furent pendant près d'un siècle la plus importante institution d'enseignement agricole en Italie, tournée en particulier vers les petits agriculteurs, avec le concours des instances plus avancées des milieux intellectuels et du monde de l'enseignement, d'abord libre, puis titularisé, provenant des écoles et des instituts techniques.
La nécessité de diffuser et d'appliquer les connaissances agronomiques dans le monde rural italien fut préconisée pour la première fois durant un congrès qui s'est tenu à Pise en 1839, à l'occasion de la Première réunion des scientifiques italiens. 
Les premières chaires ambulantes furent instituées à :
- Ascoli Piceno en 1863.
- Rovigo en 1870
- Parme (1892),
- Bologne (1893),
- Mantoue et Novara (1895),
- Crémone et Rimini (1896),
- L'Aquila, Cuneo, Macerata et Plaisance (1897)
- Pavie (1898),
- Caserte, Piedimonte d'Alife et Gaète (1901), à l'initiative de Vincenzo Mazzenga, et à Syracuse grâce à Clemente Grimaldi[1]
- Rieti (1903) où collabora le généticien du blé Nazzareno Strampelli.
- Rome (1905)

On a observé que, après les premières tentatives, aux résultats pas toujours heureux (outre le cas d'Ascoli Piceno, on cite ceux de Noto et Grosseto), la première chaire ambulante aux résultats positifs fut celle de Rovigo.
En général la promotion des chaires ambulantes fut l'œuvre des comizi agrari (comices agricoles), avec l'aide des administrations locales, de la préfecture et des sociétés agricoles locales.
Des lois nationales ont institué les chaires ambulantes en Basilicate (1904), en Calabre (1906) et en Sardaigne (1907), comme chaires promues par l'État dans l'espoir qu'elles contribueraient à l'amélioration de l'agriculture des provinces méridionales (la fondation de ces chaires ambulantes s'inscrivait en effet dans le cadre des premières interventions spéciales pour le Mezzogiorno promues par le gouvernement Zanardelli et doit être liée à l'enquête dite « Faina » sur les conditions des paysans des provinces méridionales de 1907-1911). 
La tâche des chaires ambulantes définie par ces réglementations était de « diffuser l'instruction technique chez les agriculteurs, de promouvoir dans toutes les branches le progrès de l'agriculture et de s'acquitter des services agricoles qui leur étaient attribués ».
Elle s'adressaient tant aux propriétaires terriens, qu'à la masse des paysans et constituaient en Italie le premier exemple d'une organisation engagée directement dans l'enseignement des nouvelles techniques agricoles.
En outre, à partir de la réorganisation du service de statistique agricole du ministère de l'Agriculture, de l'Industrie et du Commerce réalisée par Ghino Valenti entre 1907 et 1911, les directeurs des chaires ambulantes avaient souvent la responsabilité de superviser la « zone agricole » (unité de base du Cadastre agricole) de leur compétence pour la compilation des statistiques annuelles de la production.
Les chaires étaient gérées par un directeur (avec le titre de professeur) et un ou deux assistants, tous diplômés en agronomie. Le personnel était complété par des aides aux qualifications variées. Les activités d'instruction se déroulaient sous forme de conférences tenues dans des lieux publics, de visites dans les exploitations agricoles, de consultations donnée surtout les jours de marché à ceux qui le demandaient. En outre, de nombreuses chaires publiaient des opuscules et des journaux.
Très variable également était l'appréciation portée sur la qualité des enseignements, qui étaient très discontinus. De meilleurs résultats furent obtenus grâce à quelques grandes personnalités, comme Tito Poggi à Rovigo puis à Milan, Vittorio Peglion à Ferrare, Antonio Bizzozero à Parme, Ferruccio Zago à Plaisance, Antonio Sansone à Crémone, Ottavio Munerati à Rovigo, Luigi Amilcare Fracchia à Pavie d'abord et à Rome ensuite et Nazareno Strampelli à Rieti.
Les chaires ambulantes jouèrent un rôle essentiel de propagande en faveur des techniques et des semences nouvelles pendant la Bataille du blé.
Établi dès les premières années du vingtième siècle, le lien croissant entre les chaires et le ministère de l'Agriculture, de l'Industrie et du Commerce fut constant. En 1907, une première mesure fut prise pour discipliner la vie des chaires et le recrutement du personnel. Ce sujet fut à nouveau réglementé par un décret en 1928 et en 1935 : les chaires furent transformées en inspectorats provinciaux de l'agriculture, cessant d'être l'émanation d'initiatives locales et devenant  des « bureaux exécutifs du Ministère de l'agriculture et des forêts ».
À la nouveauté apportée par la création des chaires ambulantes s'ajouta, progressivement, la spécialisation toujours croissante des enseignants, qui donnaient des enseignements technico-pratiques itinérants.